# Éliminatoires de la Coupe du monde de football 2010 : zone Amérique du Nord, centrale et Caraïbes
Les éliminatoires de la zone Amérique du Nord, centrale et Caraïbes pour la Coupe du monde 2010 sont organisées dans le cadre de la Confédération de football de l'Amérique du Nord, Amérique centrale et Caraïbes (CONCACAF) et concernent 35 sélections nationales pour 3 ou 4 places qualificatives. 

Europe - Afrique - Amérique du Nord, centrale et Caraïbes
Amérique du Sud - Asie - Océanie

## Format
Lors du premier tour, les 22 équipes les moins bien classées (au classement FIFA) de la zone se rencontrent en 11 séries de matches à élimination directe par paires de matchs aller-retour. Les 11 vainqueurs ainsi que Saint-Vincent-Et-Les-Grenadines (devant participer officiellement à ce tour mais en étant d'office qualifié et ne devant pas jouer) accèdent au second tour. Précisons aussi que 3 de ces 11 séries de matchs se jouent en aller simple.
Au second tour, les 12 premières nations de la CONCACAF et les 12 équipes issues du premier tour se rencontrent en 12 séries de matchs à élimination directe par paires de matchs aller-retour. Les 12 équipes victorieuses accèdent au troisième tour.
Dans le troisième tour, les 12 nations restantes sont réparties en 3 groupes de 4 équipes qui se rencontrent en matchs aller-retour. Les 2 premiers de chaque groupe sont qualifiés pour le quatrième tour.
Lors du quatrième tour, les 6 nations restantes se retrouvent dans un groupe final en matchs aller-retour. Les 3 meilleures équipes se qualifient pour la coupe du monde 2010. L’équipe classée quatrième se qualifie pour un barrage contre le 5e de la zone Amérique du Sud. Le vainqueur de ce barrage se qualifie pour la coupe du monde 2010.

## Équipes engagées
35 nations participent aux éliminatoires de la zone nord-américaine.
| Anguilla               | Costa Rica | Îles Caïmans                | Porto Rico                      |
| Antigua-et-Barbuda     | Cuba       | Îles Turques-et-Caïques     | République dominicaine          |
| Antilles néerlandaises | Dominique  | Îles Vierges des États-Unis | Saint-Christophe-et-Niévès      |
| Aruba                  | États-Unis | Îles Vierges britanniques   | Saint-Vincent-et-les-Grenadines |
| Bahamas                | Grenade    | Jamaïque                    | Sainte-Lucie                    |
| Barbade                | Guatemala  | Mexique                     | Salvador                        |
| Belize                 | Guyana     | Montserrat                  | Suriname                        |
| Bermudes               | Haïti      | Nicaragua                   | Trinité-et-Tobago               |
| Canada                 | Honduras   | Panama                      |                                 |

## Premier tour
Les rencontres du premier tour se déroulent du 3 février au 30 mars 2008. La majorité des rencontres du premier tour se joue sous forme de matchs aller-retour. Trois rencontres se disputent sur un match, Porto Rico–République Dominicaine, Grenade–Îles Vierges des États-Unis et Montserrat–Suriname, car les fédérations de République Dominicaine, des Îles Vierges américaines et de Montserrat n'ont pas mis à disposition de stade respectant les normes imposées par la FIFA.
| Match | Équipe 1                    | Résultat | Équipe 2                   | Aller | Retour    |
| ----- | --------------------------- | -------- | -------------------------- | ----- | --------- |
| 1A    | Dominique                   | 1-2      | Barbade                    | 1-1   | 0-1       |
| 1B    | Îles Turques-et-Caïques     | 2-3      | Sainte-Lucie               | 2-1   | 0-2       |
| 1C    | Bermudes                    | 4-2      | Îles Caïmans               | 1-1   | 3-1       |
| 1D    | Aruba                       | 0-4      | Antigua-et-Barbuda         | 0-3   | 0-1       |
| 2A    | Belize                      | 4-2      | Saint-Christophe-et-Niévès | 3-1   | 1-1       |
| 2B    | Bahamas                     | E 3-3 E  | Îles Vierges britanniques  | 1-1   | 2-2       |
| 2C    | République dominicaine      | 0-1      | Porto Rico                 | -     | ap 0-1 ap |
| 3A    | Îles Vierges des États-Unis | 0-10     | Grenade                    | -     | 0-10      |
| 3B    | Suriname                    | 7-1      | Montserrat                 | -     | 7-1       |
| 3C    | Salvador                    | 16-0     | Anguilla                   | 12-0  | 4-0       |
| 3D    | Nicaragua                   | 0-3      | Antilles néerlandaises     | 0-1   | 0-2       |

## Deuxième tour
Les rencontres se jouent du 5 juin au 22 juin 2008.
Parmi les équipes du premier tour, seules celles du Suriname et du Salvador ont passé ce deuxième tour.
| Match | Équipe 1                        | Résultat | Équipe 2               | Aller | Retour |
| ----- | ------------------------------- | -------- | ---------------------- | ----- | ------ |
| 1A    | États-Unis                      | 9-0      | Barbade                | 8-0   | 1-0    |
| 1B    | Guatemala                       | 9-1      | Sainte-Lucie           | 6-0   | 3-1    |
| 1C    | Trinité-et-Tobago               | 3-2      | Bermudes               | 1-2   | 2-0    |
| 1D    | Antigua-et-Barbuda              | 3-8      | Cuba                   | 3-4   | 0-4    |
| 2A    | Belize                          | 0-9      | Mexique                | 0-2   | 0-7    |
| 2B    | Jamaïque                        | 13-0     | Bahamas                | 7-0   | 6-0    |
| 2C    | Honduras                        | 6-2      | Porto Rico             | 4-0   | 2-2    |
| 2D    | Saint-Vincent-et-les-Grenadines | 1-7      | Canada                 | 0-3   | 1-4    |
| 3A    | Grenade                         | 2-5      | Costa Rica             | 2-2   | 0-3    |
| 3B    | Suriname                        | 3-1      | Guyana                 | 1-0   | 2-1    |
| 3C    | Panama                          | 2-3      | Salvador               | 1-0   | 1-3    |
| 3D    | Haïti                           | 1-0      | Antilles néerlandaises | 0-0   | 1-0    |

## Troisième tour
Les rencontres se déroulent du 20 août au 19 novembre 2008.
Les deux premiers de chaque groupe se qualifient pour le quatrième tour.

### Groupe 1[2],[3]
Lors de la 6e et dernière journée, le Guatemala avait besoin d'une victoire aux États-Unis et devait tabler sur une défaite de Trinité-et-Tobago chez lui contre Cuba pour pouvoir se qualifier.
| Rang | Équipe            | Pts | J | G | N | P | Bp | Bc | Diff |  | Résultats (▼ dom., ► ext.) |     |     |     |     |
| ---- | ----------------- | --- | - | - | - | - | -- | -- | ---- |  | -------------------------- | --- | --- | --- | --- |
| 1    | États-Unis        | 15  | 6 | 5 | 0 | 1 | 14 | 3  | +11  |  | États-Unis                 |     | 3-0 | 2-0 | 6-1 |
| 2    | Trinité-et-Tobago | 11  | 6 | 3 | 2 | 1 | 9  | 6  | +3   |  | Trinité-et-Tobago          | 2-1 |     | 1-1 | 3-0 |
| 3    | Guatemala         | 5   | 6 | 1 | 2 | 3 | 6  | 7  | -1   |  | Guatemala                  | 0-1 | 0-0 |     | 4-1 |
| 4    | Cuba              | 3   | 6 | 1 | 0 | 5 | 5  | 18 | -13  |  | Cuba                       | 0-1 | 1-3 | 2-1 |     |

### Groupe 2[2],[5]
Lors de la 6e et dernière journée, la Jamaïque avait besoin de gagner contre le Canada, sur un score fleuve et d'espérer la défaite du Mexique au Honduras. Le Mexique perdit son match mais la Jamaïque ne gagna que 3-0. Ce qui fut insuffisant…
| Rang | Équipe   | Pts | J | G | N | P | Bp | Bc | Diff |  | Résultats (▼ dom., ► ext.) |     |     |     |     |
| ---- | -------- | --- | - | - | - | - | -- | -- | ---- |  | -------------------------- | --- | --- | --- | --- |
| 1    | Honduras | 12  | 6 | 4 | 0 | 2 | 9  | 5  | +4   |  | Honduras                   |     | 1-0 | 2-0 | 3-1 |
| 2    | Mexique  | 10  | 6 | 3 | 1 | 2 | 9  | 6  | +3   |  | Mexique                    | 2-1 |     | 3-0 | 2-1 |
| 3    | Jamaïque | 10  | 6 | 3 | 1 | 2 | 6  | 6  | 0    |  | Jamaïque                   | 1-0 | 1-0 |     | 3-0 |
| 4    | Canada   | 2   | 6 | 0 | 2 | 4 | 6  | 13 | -7   |  | Canada                     | 1-2 | 2-2 | 1-1 |     |

### Groupe 3[2],[6]
Le Costa Rica profita de la dernière journée pour gagner son 6e match et terminer ce troisième tour avec le maximum de points.
| Rang | Équipe     | Pts | J | G | N | P | Bp | Bc | Diff |  | Résultats (▼ dom., ► ext.) |     |     |     |     |
| ---- | ---------- | --- | - | - | - | - | -- | -- | ---- |  | -------------------------- | --- | --- | --- | --- |
| 1    | Costa Rica | 18  | 6 | 6 | 0 | 0 | 20 | 3  | +17  |  | Costa Rica                 |     | 1-0 | 2-0 | 7-0 |
| 2    | Salvador   | 10  | 6 | 3 | 1 | 2 | 11 | 4  | +7   |  | Salvador                   | 1-3 |     | 5-0 | 3-0 |
| 3    | Haïti      | 3   | 6 | 0 | 3 | 3 | 4  | 13 | -9   |  | Haïti                      | 1-3 | 0-0 |     | 2-2 |
| 4    | Suriname   | 2   | 6 | 0 | 2 | 4 | 4  | 19 | -15  |  | Suriname                   | 1-4 | 0-2 | 1-1 |     |

## Quatrième tour

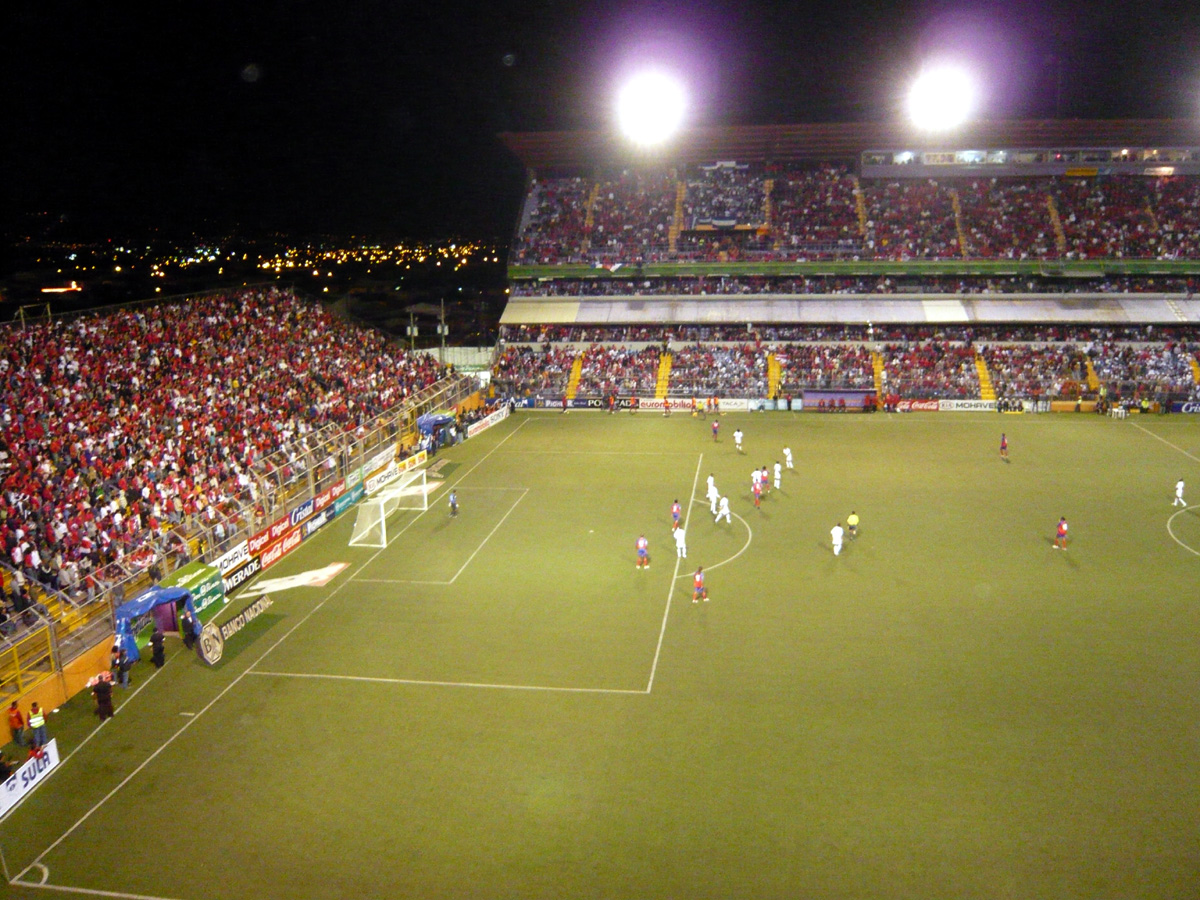
Rencontre Costa Rica-Honduras du 11 février 2009

Ce quatrième tour a eu lieu durant l'année 2009. Les équipes s'affrontent en match aller-retour. Les trois premières équipes sont qualifiés pour la Coupe du monde 2010, la quatrième dispute un barrage contre le 5e de la Zone CONMEBOL (Amérique du Sud).
Les États-Unis et le Mexique se qualifient pour la Coupe du monde 2010, lors de l'avant-dernière journée. La troisième place directement qualificative est en la possession du Costa Rica jusqu'aux arrêts de jeu de la dernière rencontre, qui l'oppose aux États-Unis. L'égalisation des États-Unis envoie le Honduras en Afrique du Sud.
| Rang | Équipe            | Pts | J  | G | N | P | Bp | Bc | Diff |  | Résultats (▼ dom., ► ext.) |     |     |     |     |     |     |
| ---- | ----------------- | --- | -- | - | - | - | -- | -- | ---- |  | -------------------------- | --- | --- | --- | --- | --- | --- |
| 1    | États-Unis        | 20  | 10 | 6 | 2 | 2 | 19 | 13 | +6   |  | États-Unis                 |     | 2-0 | 2-1 | 2-2 | 2-1 | 3-0 |
| 2    | Mexique           | 19  | 10 | 6 | 1 | 3 | 18 | 12 | +6   |  | Mexique                    | 2-1 |     | 1-0 | 2-0 | 4-1 | 2-1 |
| 3    | Honduras          | 16  | 10 | 5 | 1 | 4 | 17 | 11 | +6   |  | Honduras                   | 2-3 | 3-1 |     | 4-0 | 1-0 | 4-1 |
| 4    | Costa Rica        | 16  | 10 | 5 | 1 | 4 | 15 | 15 | 0    |  | Costa Rica                 | 3-1 | 0-3 | 2-0 |     | 1-0 | 4-0 |
| 5    | Salvador          | 8   | 10 | 2 | 2 | 6 | 9  | 15 | -6   |  | Salvador                   | 2-2 | 2-1 | 0-1 | 1-0 |     | 2-2 |
| 6    | Trinité-et-Tobago | 6   | 10 | 1 | 3 | 6 | 10 | 22 | -12  |  | Trinité-et-Tobago          | 0-1 | 2-2 | 1-1 | 2-3 | 1-0 |     |

- Les États-Unis, le Mexique et le Honduras sont qualifiés pour la Coupe du monde 2010.
- Le Costa Rica joue un match de barrage (aller-retour) face à l'Uruguay, cinquième de la zone Amérique du Sud.
- Trinidad-et-Tobago et le Salvador sont éliminés. Le Salvador était le dernier rescapé du premier tour.

## Barrage intercontinental Amérique du Nord, centrale et Caraïbes - Amérique du Sud
Le 4e du groupe de ce 4e et dernier tour de qualification, le Costa Rica affronte les 14 et 18 novembre 2009 le 5e de la zone Amérique du Sud, l'Uruguay dans un match aller-retour. Le vainqueur de cette confrontation est qualifié pour la Coupe du monde 2010.
| Équipe 1   | Résultat | Équipe 2 | Aller | Retour |
| ---------- | -------- | -------- | ----- | ------ |
| Costa Rica | 1 - 2    | Uruguay  | 0 - 1 | 1 - 1  |

- Le Costa Rica perd 1 - 2 sur l'ensemble des deux matches, est éliminé.

| 14 novembre 2009 | Costa Rica | 0 – 1 | Uruguay    | Estadio Ricardo Saprissa Aymá, San José          |                                                  |
| 20:00 UTC-6      |            |       | Lugano 23e | Spectateurs : 22 000 Arbitrage : Alberto Undiano | Spectateurs : 22 000 Arbitrage : Alberto Undiano |
| 20:00 UTC-6      | Rapport    |       |            | Spectateurs : 22 000 Arbitrage : Alberto Undiano | Spectateurs : 22 000 Arbitrage : Alberto Undiano |

| 18 novembre 2009 | Uruguay   | 1 – 1 | Costa Rica  | Estadio Centenario, Montevideo                   |                                                  |
| 21:00 UTC-2      | Abreu 70e |       | Centeno 74e | Spectateurs : 55 000 Arbitrage : Massimo Busacca | Spectateurs : 55 000 Arbitrage : Massimo Busacca |
| 21:00 UTC-2      | Rapport   |       |             | Spectateurs : 55 000 Arbitrage : Massimo Busacca | Spectateurs : 55 000 Arbitrage : Massimo Busacca |

## Liste des qualifiés
| Pays       | Date de qualification | Contre   | Score |
| ---------- | --------------------- | -------- | ----- |
| Mexique    | 10 octobre 2009       | Salvador | 4-1   |
| États-Unis | 10 octobre 2009       | Honduras | 3-2   |
| Honduras   | 14 octobre 2009       | Salvador | 1-0   |

## Meilleurs buteurs
L'attaquant de l'équipe du Salvador Rudis Corrales est le meilleur attaquant de la compétition préliminaire de la zone CONCACAF avec huit buts, dont six inscrits lors des deux matchs du premier tour contre l'équipe d'Anguilla remportés 12-0 et 4-0,.
| Rang | Joueur             | Équipe     | Buts | Minutes jouées | Matchs joués |
| 1    | Rudis Corrales     | Salvador   | 8    | 918            | 17           |
| 2    | Luton Shelton      | Jamaïque   | 7    | 586            | 8            |
| 3    | Carlos Pavon       | Honduras   | 7    | 746            | 9            |
| 4    | Ali Gerba          | Canada     | 6    | 413            | 7            |
| 5    | Carlos Ruiz        | Guatemala  | 6    | 621            | 7            |
| 6    | Jozy Altidore      | États-Unis | 6    | 755            | 13           |
| 7    | Álvaro Saborío     | Costa Rica | 6    | 914            | 13           |
| 8    | Bryan Ruiz         | Costa Rica | 6    | 1032           | 15           |
| 9    | Carlo Costly       | Honduras   | 6    | 1062           | 16           |
| 10   | Eliseo Quintanilla | Salvador   | 6    | 1307           | 17           |